# Eoin O'Duffy
Eoin O'Duffy (en irlandès: Eoin O Dubhthaigh); (Comtat de Monaghan, 20 d'octubre de 1892 - Dublín, 30 de novembre de 1944) va ser un Teachta Dála (TD) (diputat irlandès), el segon comissionat de la Garda Síochána, líder de l'Associació de Camarades de l'Exèrcit, (els anomenats Blueshirts, de tendència feixista), i posteriorment el primer líder del Fine Gael (1933-1934), abans de dirigir la Brigada Irlandesa que va lluitar en el bàndol del general Francisco Franco durant la Guerra Civil Espanyola. En una ocasió es va autoproclamar "el tercer home més important d'Europa" després d'Adolf Hitler i Benito Mussolini.

## Primers anys
Eoin O'Duffy va néixer en 1892 amb el nom d'Owen O'Duffy a Lough Egish, prop de Castleblayney, Monaghan. Fill d'uan famílai de petits propietaris rurals. O'Duffy va estudiar enginyeria a Wexford, abans de treballar com a enginyer i arquitecte en Monaghan. El 1919 es va convertir en agent de subhastes. A diferència d'altres líders irlandesos, no provenia d'una família polititzada ni militant, es va acostar al nacionalisme a través de l'esport gaèlic, el catolicisme i el renaixement gaèlic. Va ser el líder de l'Associació de Atletes Gaèlics a l'Ulster durant la dècada de 1910. Un espai firal en Clones, al comtat de Monaghan, porta el seu nom.

## Guerra de la Independència d'Irlanda
El 1917, Eoin O'Duffy es va unir als Voluntaris Irlandesos i va participar activament en la Guerra d'independència irlandesa. Va començar com a comandant de la secció de la Companyia Clones, després capità, després comandant i finalment nomenat brigadier el 1919. Va cridar l'atenció de Michael Collins, qui el va inscriure a la Germandat Republican Irlandesa (IRB) i va donar suport al seu ascens en la jerarquia del moviment. Al febrer de 1920, juntament amb Ernie O'Malley, va participar en la primera captura d'una caserna policial en Ballytrain, en Monaghan. Va ser empresonat en diverses ocasions però es va convertir en comandant de l'IRA el 1921. Al maig d'aquest mateix any es va convertir en Teachta Dála del Sinn Féin per Monaghan.
Al març de 1921 va ser nomenat comandant de la 2ª divisió de l'IRA en el nord d'Irlanda. Després de la treva amb els britànics al juliol de 1921 va ser enviat a Belfast. Després dels successos del Diumenge sagnant de Belfast, se li va encarregar negociar amb els britànics per mantenir la treva i defensar les zones catòliques dels ataquis protestants.
El gener de 1922 es va convertir en cap de comandament de l'IRA, substituint a Richard Mulcahy. Eoin O'Duffy es va convertir així en el "general" més jove d'Europa, fins que Francisco Franco va ser ascendit a aquest rang.

## General de l'Exèrcit i laGarda Síochána
El 1921 en al divisió entre els partidaris i contraris al tractat anglo-irlandès, va donar suport al Tractat Anglo-Irlandès., fent costat a Michael Collins i situant-se contra la majoria de l'IRA, en el conflicte civil posterior. Va servir com a general en l'Exèrcit irlandès en la Guerra Civil Irlandesa i va ser una de les principals figures de l'estratègia de l'Estat Lliure d'Irlanda en la seva ofensiva contra les forces republicanes de l'IRA. Com a Comandant de l'exèrcit al sud-oest, va ser un dels artífexs de l'estratègia de l'Estat Lliure des desembarcaments marítims per atacar les zones republicanes. Al juliol de 1922 va aconseguir prendre amb èxit la ciutat de Limerick, abans de ser aturat pels republicans en la Batalla de Killmallock al sud de la ciutat. Les enemistats que va adquirir durant la guerra civil acompanyarien a Eoin O'Duffy al llarg de tota la seva carrera política.
Després de la fase inicial de la guerra, Eoin O'Duffy es va convertir en comissionat de la Garda Síochána (la Policia irlandesa), quan l'Estat Lliure d'Irlanda va ser establert el 1922. Aquesta institució perviu fins als nostres dies, sent l'equivalent a la Policia Nacional a Espanya.

## Líder de la ACE i acostament al feixisme
Al juliol de 1933, Eoin O'Duffy es va convertir en líder de l'Associació de Camarades de l'Exèrcit, que havia estat creada com a força de xoc per protegir els actes públics del Cumann na nGaedhael, objecte de boicot de l'IRA sota l'eslògan No hi ha llibertat de paraula per als traïdors. Després de les eleccions. O'Duffy i diversos elements conservadors de l'Estat Lliure d'Irlanda van començar a acostar-se al feixisme, que durant aquesta època s'estenia per Europa. Immediatament, va canviar el nom d'aquest nou moviment al de Guàrdia Nacional. Eoin O'Duffy admirava al líder italià Benito Mussolini i la seva organització va adoptar símbols genèrics del feixisme europeu, com la salutació romana amb el braç enlaire i estès o un uniforme de camisa blava, iaxí com la ideologia del corporativisme, inspirada en el feixisme italià. No va passar molt temps abans que els seus seguidors anessin coneguts com a Camises Blaves (blueshirts).
L'agost de 1933 els Camises Blaves van planejar una desfilada a Dublín per homenatjar als líders republicans Michael Collins i Arthur Griffith, que havien mort 11 anys abans. Va ser una clara imitació de la Marxa sobre Roma de Mussolini, i així va ser considerada a pesar que els Camises Blaves ho negaven. Éamonn de Valera temia que els Camises Blaves aprofitessin l'ocasió per donar un cop d'estat i la desfilada va ser prohibida.
Al setembre del mateix any, els Camises Blaves van ser il·legalitzats. Per evitar aquesta prohibició el moviment va adoptar un nou nom, en aquesta ocasió fent-se anomenar League of Young Ireland (Lliga de la Jove Irlanda). O'Duffy i varis dels seus homes van aparèixer en la Conferència Feixista Internacional de 1934 celebrada en la localitat suïssa de Montreux.
Després de les eleccions generals de 1933, el president Éamonn de Valera va cessar O'Duffy del seu lloc de comissionat. En el Dáil Éireann, De Valera explicava les raons del cessament, al·legant les passades afiliacions polítiques d'O'Duffy. Una altra raó sembla haver estat que el 1932 el Govern irlandès va descobrir que Eoin O'Duffy havia estat un dels partidaris de donar un cop d'estat en lloc de lliurar el poder a l'administració del Fianna Fáil. O'Duffy es va negar a acceptar cap altra posició de rang similar a la de comissionat en l'administració pública.

## Fine Gael
Al setembre de 1933 el Cumann na nGaedhael i el moviment dels blueshirts es van unir per formar el Fine Gael, que actualment és un dels dos principals partits de la República d'Irlanda. O'Duffy, encara que ja no era Teachta Dála, es va convertir en el seu primer líder juntament amb William Thomas Cosgrave com a portaveu parlamentari. Els Blueshirts, la Guàrdia Nacional, ara rebatejada com a Associació de la Jove Irlanda, va ser transformada d'un grup paramilitar il·legal en un ala militant del partit polític. No obstant això, els seus actes públics sovint van ser boicotejades i atacades per simpatitzants i membres de l'IRA. Eoin O'Duffy va demostrar ser un líder feble (era un militar i no polític, i a nivell personal era un home de gran temperament). Al setembre de 1934 va dimitir sobtadament com a líder del Fine Gael. Amb el temps, les seves opinions extremistes i la seva falta de tacte es van convertir en motiu de vergonya per al seu partit. Va abandonar el FG per formar el Partit Nacional Corporatiu, d'extrema dreta.

## Voluntari a Espanya
El Moviment dels Camises Blaves també havia començat a desintegrar-se després de la dimissió del seu líder, fins al punt que el 1935 l'organització havia deixat d'existir. Al juny de 1935 O'Duffy va formar el Partit Nacional Corporatiu, d'ideologia feixista i el 1936 va organitzar una Brigada Irlandesa per lluitar a favor del general Franco en la Guerra Civil Espanyola. Malgrat l'oposició del Govern irlandès, que va imposar una multa de 500 lliures als qui participessin en el conflicte, 700 dels seguidors d'O'Duffy (que va comptar amb el suport de l'Església d'Irlanda) van viatjar a Espanya per lluitar en el bàndol franquista (altres 250 irlandesos, en gran part veterans de l'IRA i de la Guerra Civil Irlandesa, es van unir al bàndol dels republicans en la Columna Connolly). Els seguidors d'O'Duffy amb prou feines van participar en operacions militars a Espanya i el seu paper va ser principalment simbòlic. El general Franco va acabar enviant als voluntaris irlandesos de tornada al seu país al juny de 1937.

## Retir i mort
O'Duffy va tornar d'Espanya cansat i decebut. Es va retirar per complet de la política, a part d'un breu contacte amb el nacional-socialisme. Es creu que es va reunir amb diversos membres de l'IRA i de l'ambaixada alemanya a Dublín durant l'estiu de 1939. En l'estiu de 1943 va tornar a l'ambaixada amb una oferta per organitzar una Legió de Voluntaris Irlandesos que s'incorporés al capdavant Oriental durant la Segona Guerra Mundial. O'Duffy va declarar a l'ambaixador alemany que la seva oferta era un desig de salvar a Europa del bolxevisme. Va demanar que li fos enviat un avió per viatjar a Alemanya i emprendre les negociacions necessàries a Berlín. L'oferta no va ser presa de debò. En aquests moments la seva salut havia començat a deteriorar-se seriosament i va morir el 30 de novembre de 1944, amb 52 anys. El Govern irlandès li va oferir un funeral d'Estat. Després d'una missa de rèquiem en la catedral de St. Mary va ser enterrat en el cementiri Glasnevin.

## Llibres
Al seu retorn de la Guerra Civil Espanyola, Eoin O'Duffy va escriure un llibre sobre les seves impressions personals a Espanya.
- Crusade in Spain (1938)